# Schafhausen (Heinsberg)
Schafhausen ist ein Ortsteil der Kreisstadt Heinsberg im westlichsten Kreis Deutschlands. Dieser liegt im Bundesland Nordrhein-Westfalen und hier im Regierungsbezirk Köln.

## Geografie
Durch Schafhausen führt die Landesstraße 238, diese führt von der Kreisstadt Heinsberg über Geilenkirchen-Lindern bis zur Bundesstraße 56 in Linnich. Westlich von Schafhausen befindet sich Heinsberg, nördlich die Ortschaft Unterbruch, nordöstlich Oberbruch, im Osten der Ortsverbund Eschweiler-Grebben-Hülhoven. Südlich von Schafhausen liegt die Ortschaft Schleiden. Westlich tangiert die Ortsumgehung Heinsberg der Bundesstraße 221 den Ort. Im nördlichen Ortsbereich führt die Bahnlinie der Wurmtalbahn an Schafhausen vorbei.

## Geschichte
Am 1. Juli 1969 wurde Schafhausen durch das Gesetz zur Neugliederung von Gemeinden des Selfkantkreises Geilenkirchen-Heinsberg nach Heinsberg eingemeindet.

## Kultur
In Schafhausen gibt es diverse Vereine. Als koordinierender Verein fungiert der „Ortsring Schafhausen-Schleiden“, dessen Vereinszweck „die Erhaltung, die Pflege und die Förderung des Dorflebens“ der Ortschaften Schafhausen und Schleiden ist. Er koordiniert die Termine der Ortsvereine und führt insbesondere die Veranstaltungen zum Gedenken der Opfer von Krieg und Gewalt am Volkstrauertag durch.

## Sehenswürdigkeiten

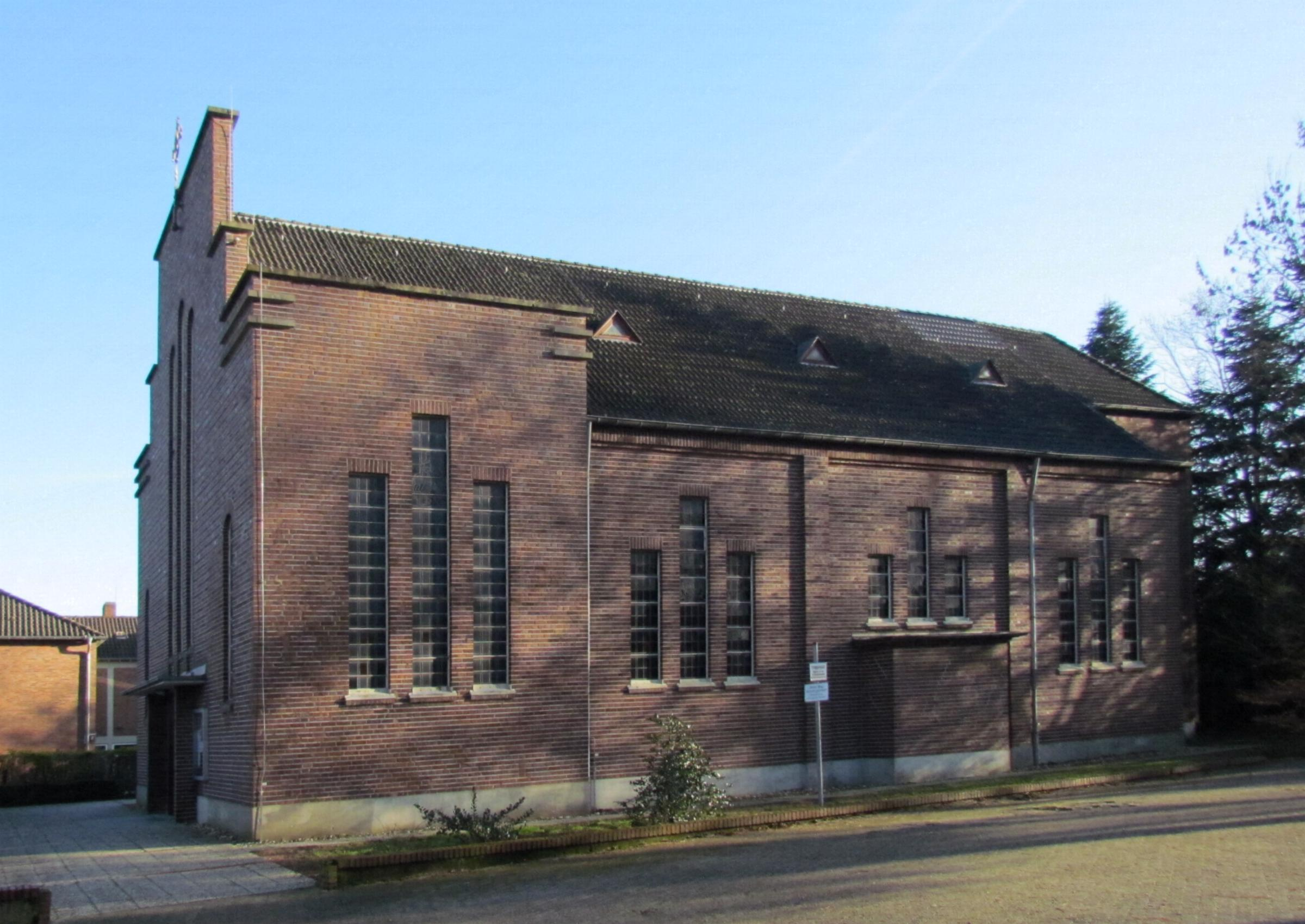
Kirche St. Theresia in Schafhausen

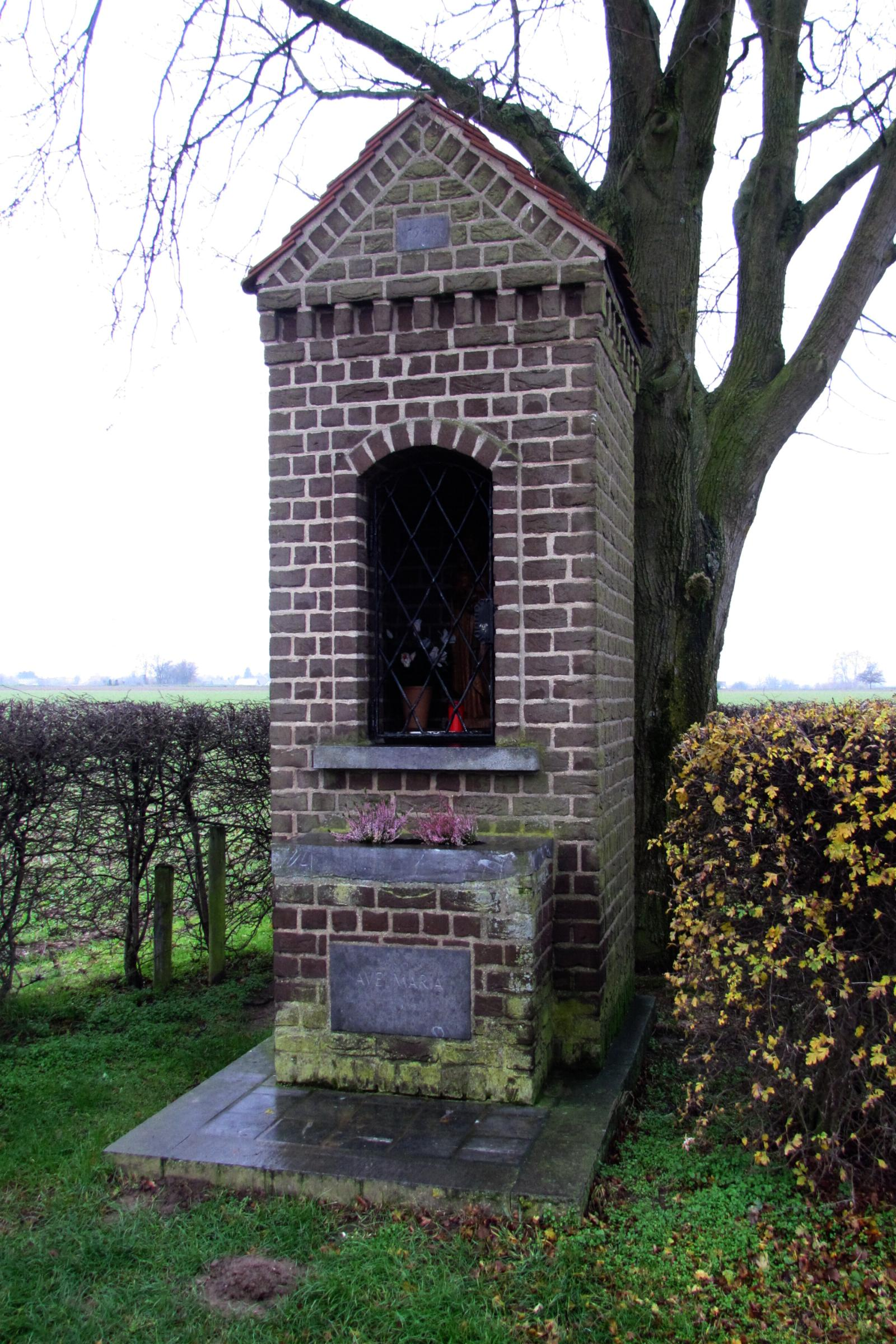
Marienkapellchen

- Kirche St. Theresia
- Marienkapellchen

## Busverkehr
Die AVV-Buslinie 493 der WestVerkehr verbindet Schafhausen wochentags mit Heinsberg, Oberbruch und Lindern. Abends und am Wochenende kann der MultiBus angefordert werden.
| Linie | Verlauf |
| ----- | --- |
| 493   | Heinsberg Busbf – (Heinsberg Kreishaus –) Schafhausen – Eschweiler – Grebben – Oberbruch – Hülhoven – Dremmen – (Dremmen Bf –) Porselen – Horst – Randerath – (Lindern Linnicher Str. ←) Lindern Bf – Linnich-SIG Combibloc |

## Vereine
- Union Schafhausen
- Trommler- und Pfeifercorps „Einigkeit“ Schafhausen e. V.
- Bläserchor St. Donatus Schafhausen e. V.
- St. Martini Schützenbruderschaft Schafhausen e. V.
- Freiwillige Feuerwehr Heinsberg, Löschgruppe Schafhausen-Schleiden
- Schafhausener Karnevalsverein e. V.
- Jugend- und Interessengemeinschaft Schleiden e. V.
- Kirchenchor St. Theresia Schafhausen
- Katholische Frauengemeinschaft Schafhausen
- Dorfverschönerungsverein Schafhausen-Schleiden e. V.
- Heimatverein Schafhausen e. V.